# Adilbek Niyazymbetov
Adilbek Sabituly Niyazymbetov (19 de maio de 1989) é um pugilista cazaque, campeão olímpico. 

## Carreira
Adilbek Niyazymbetov competiu na Rio 2016, na qual conquistou a medalha de prata no peso meio-pesado.